# Discovery Channel (Moyen-Orient et Afrique du Nord)
 (juillet 2024).
Discovery Channel (Moyen-Orient et Afrique du Nord) est la version arabe de Discovery Channel, utilisant un concept de « divertissement factuel » similaire à celui de la chaîne américaine d'origine. 
La chaîne était initialement disponible sur Showtime Arabia, puis déplacée vers la plateforme Orbit Network. La chaîne est actuellement[Quand ?] disponible sur la plateforme OSN et le réseau beIN.

## Voir également
- Discovery+